# Marek Mikulski (zapaśnik)
Marek Mikulski (ur. 18 marca 1981 w Lidzbarku Warmińskim) – polski zapaśnik, żołnierz, olimpijczyk z Aten 2004 i Pekinu 2008.

## Życiorys
Zawodnik walczący w stylu klasycznym walczący w najcięższej kategorii wagowej. Reprezentuje klub Legia Warszawa. Mistrz Polski w latach 2005 (kategoria do 130 kg), 2006 - 2007 (kategoria wagowa 120 kg), brązowy medalista mistrzostw Polski w latach 2000, 2003-2004.
Uczestnik mistrzostw świata w 2005 roku, gdzie zajął 21 miejsce (kategoria 120 kg) oraz w 2007 roku, gdzie zajął 29 miejsce (kategoria 120 kg). Trzykrotny uczestnik mistrzostw Europy w latach: 2003 (13 miejsce), 2004 (10 miejsce), 2005 (10 miejsce) i w 2006 (8 miejsce).
Na igrzyskach olimpijskich w Atenach 2004 zajął 20 miejsce w kategorii 120 kg, a na igrzyskach w roku 2008 zajął w tej samej kategorii wagowej 12 miejsce.